# 塔廖洛蒙费拉托
塔廖洛蒙费拉托（義大利語：Tagliolo Monferrato），是意大利亚历山德里亚省的一个市镇。总面积25.91平方公里，人口1566人，人口密度60.4人/平方公里（2009年）。ISTAT代码为006169。